# Київський район (Сімферополь)
Ки́ївський райо́н (крим. Kıyiv rayonı) — район міста Сімферополя.
До району входить правобережна частина міста і смт Аграрне.
Входить у виборчий округ № 2.
Вперше з'явився перед Другою світовою війною під назвою Ново-Міський район, у 1948 році ділення міста на райони було скасоване, у 1951 році район повернули, але вже у 1953 році райони знову були скасовані.
З 1965 року приймається сучасне районування та з'являється сучасний Київський район.
Київський район — найбільший за чисельністю населення у Сімферополі: у ньому проживає близько 45 % населення міста.

## Голови районної ради
- Маленко Наталія Федорівна (2006—2014)

## Місцевості
- Багча-Елі
- Бітак (Пригородне)
- Богурча (Кам'янка)
- Верхня солдатська слобідка
- Кирпичне
- Кримська роза
- Мар'їне
- Москільце (частково)
- Нове місто
- Новий Абдал (Біле)
- Новосергіївка
- Петрівська балка (частково)
- Свобода
- Сергіївка
- Старе місто (частково)
- Старий Абдал (Загороднє)
- Стевенівські пагорби
- Стройка
- Султан-Базар
- Султанський луг
- Хошкельди
- Червона Гірка
- Чокурча (Лугове)